# Симбирское духовное училище
Симби́рское духо́вное учи́лище — начальное учебное заведение Русской Православной Церкви, располагавшееся в Симбирске.

## История

Мемориальная доска на здание духовного училища с домовой Кирилло-Мефодиевской церковью построено в 1891—1893 гг. Архитектор М. Г. Алякринский.

В 1803 году из Саранска была переведена в Симбирск православная гимназия, переименованная тогда в «русское училище». Училище размещалось в верхнем этаже каменного двухэтажного корпуса в Покровском монастыре. Смотрителем его стал протоиерей Свято-Троицкого собор о. Андрей Милонов. Имеется информация, что 1814 году директором училища был Никита Львович Куклин, род которого был внесён в 3-ю часть дворянской родословной книги Казанской губернии по определению Казанского дворянского депутатского собрания от 15.07.1824 и утверждён указом Герольдии от 15.10.1843.
Начавшаяся в 1809 году реформа учебных заведений духовного ведомства достигла Симбирска только в 1818 году, в связи с чем Симбирское «русское училище» было переименовано в «Симбирское духовное училище» и открыто 25 ноября 1818 года.
До 1822 года училище размещалось в корпусе Покровского монастыря, а затем было переведено в помещение, пожертвованное, по указанию архиепископа Казанского Амвросия игуменьей Спасского женского монастыря, и находившееся в монастырской ограде. По другим данным, Симбирское духовное училище в 1818—1833 гг. размещалось в монастырском здании на северо-западном углу Спасского женского монастыря.
Здание, построенное как келейный корпус, оказалось не приспособленным для обучения более 500 человек учащихся в связи с чем архиепископ Казанский Филарет (Амфитеатров) в 1831 году предложил комиссии духовных училищ купить продававшийся в то время каменный дом на углу Большой Саратовской и Панской улиц, принадлежавший приказу Общественного Призрения, и в котором помещался до того времени воспитательный дом. Здание это было куплено за 1200 рублей и в течение двух лет приспособлено для размещения училища, которое переехало в него 8 апреля 1833 года.
В 1864 году духовному училищу пришлось покинуть сгоревшее здание и переселиться из Симбирска в город Сызрань, в Сызранский Вознесенский монастырь, где для училища было предложено прекрасное помещение.
В 1868 году возвратившись из Сызрани в Симбирск, училище до 1870 года временно помещалось на Лисиной улице (ныне улица Карла Либкнехта), в доме Щеглова, пока в его собственном здании, уже отделанном вновь после пожара, помещалась Симбирская духовная семинария.
В конце 1880-х годов главным смотрителем училища был С. А. Остроумов, который возглавил строительный комитет по строительству нового здания для духовного училища; новое трёхэтажное каменное здание училища на Николаевской площади, напротив Покровского монастыря, на углу Лисиной улицы (ныне улица Карла Либкнехта), по проекту Алякринского Михаила Григорьевича, было заложено 12 мая 1891 года; 16 августа 1893 года училище переехало в новое помещение.
На 1 января 1898 года в духовном училище обучалось 194 воспитанника.
Во время Первой мировой войны в духовном училище располагался военный госпиталь.
Училище было закрыто осенью 1918 года.
В 1920-е гг. в здании находился «Детский городок» — воспитательное учреждение, затем школа. В годы Великой Отечественной войны его занимал тыловой эвакогоспиталь № 1645. Долгое время здание бывшего духовного училища являлось 2-м корпусом Ульяновского сельскохозяйственного института. В 1991 году оно было передано вновь открытому медицинскому факультету УлГУ.
18 октября 2024 года распоряжением № 16-416-р Межрегионального территориального управления Федерального агентства по управлению государственным имуществом по Республике Татарстан и Ульяновской области Симбирской епархии возвращено историческое здание Симбирского духовного училища, расположенное по адресу: г. Ульяновск, ул. Архитектора Ливчака, д. 2/1. Епархия планирует разместить в здании духовную школу — Центр подготовки церковных специалистов Симбирской епархии.

## Известные преподаватели училища
- Медведков, Сергей Степанович
- Смирнов, Александр Васильевич (богослов) — надзирателем за учениками (1880).
- священномученик протоиерей Неофит Любимов — преподавал в училище греческий язык (1889—1902)[7][8].
- Смирнов Александр Павлович — преподавал в училище латинский язык и гражданскую историю (1913)[9].

## Известные выпускники училища
- Архангельский Дмитрий Иванович
- Пластов Аркадий Александрович
- Витевский Владимир Николаевич
- Расторгуев Андрей Иванович
- Иванов Михаил Николаевич
- Михаил (Семёнов)
- Антоний (Флоренсов)
- Керенский Владимир Александрович
- Премиров Михаил Львович
- Смирнов Александр Павлович
- Ахматов Дмитрий Павлович